# Olympia Club de Bruxelles
Olympia Club de Bruxelles was een Belgische voetbalclub uit Brussel. De club werd in 1897 opgericht als Olympia FC, later Olympia Club de Bruxelles. De ploeg speelde naast de Brusselsesteenweg in Vorst. In 1898-99 trad de club aan in de Brabantse sectie van de tweede afdeling, in 1901-02 werd de ploeg daar kampioen, maar pas in 1902-03 promoveerde het team nadat het opnieuw een promotieplaats had behaald. De club verbleef slechts één seizoen (1903-04) in de Ere-afdeling, daarna trad deze weer aan in de lagere afdeling. In 1909 werd de club opgedoekt.

## Resultaten
| Seizoen | Klasse | Klasse | Reeks       | Punten | Opmerkingen                                                     |
|         | I      | II     |             |        |                                                                 |
| ------- | ------ | ------ | ----------- | ------ | --------------------------------------------------------------- |
| 1898/99 |        | 7      | Promotie    | 1      |                                                                 |
| 1899/00 |        | 6      | Promotie    | 22     |                                                                 |
| 1900/01 |        | 3      | Promotie    | 7      |                                                                 |
| 1901/02 |        | 1      | Promotie    | 29     |                                                                 |
| 1902/03 |        | 2      | Promotie    | 9      | Winst in eindronde voor promotie tegen Daring Club de Bruxelles |
| 1903/04 | 5      |        | Ereafdeling | 6      |                                                                 |
| 1904/05 |        | 3      | Promotie    | 19     |                                                                 |
| 1905/06 |        | 3      | Promotie    | 14     |                                                                 |
| 1906/07 |        | 2      | Promotie    | 12     | Laatste met 5 punten in eindronde voor promotie                 |
| 1907/08 |        | 7      | Promotie    | 14     |                                                                 |
| 1908/09 |        | 6      | Promotie    | 16     |                                                                 |